# Adenozin-monofoszfát
Az adenozin-monofoszfát (AMP) más néven 5'-adenilsav a purin nukleotidok közé tartozó szerves vegyület, nukleotid. Az AMP egy foszfátcsoportból, egy ribózból és a nukleobázis adeninből áll; a foszforsav és az adenozin nukleozid észtere. Szubsztituensként az adenilil- előtag formát ölti.

## Szintézise és lebontása
Az AMP nem rendelkezik az ADP-hez és az ATP-hez kapcsolódó nagy energiájú foszfoanhidrid-kötéssel. AMP előállítható két ADP molekulából:
2 ADP → ATP + AMP
Emellett az AMP előállítható az ADP egyik nagy energiájú foszfátkötésének hidrolízisével:
ADP  +  H2O → AMP + Pi
Az AMP az ATP-nek AMP-vé és pirofoszfáttá történő hidrolízisével is kialakulhat:
ATP  +  H2O → AMP + PPi
Amikor az RNS-t élő szervezetek bontják, nukleozid-monofoszfátok, köztük adenozin-monofoszfát molekulák képződnek.
Az AMP az alábbiak szerint alakítható ATP-vé: 
AMP + ATP → 2 ADP (az adenilát-kináz enzimmel az ellenkező irányba) 
ADP + Pi → ATP (ezt a lépést leggyakrabban aerob élőlényekben hajtja végre az ATP-szintáz enzim az oxidatív foszforilezés során)
Az AMP a mioadenilát-deamináz enzimmel átalakítható inozinsavvá, más néven IMP-vé, ammóniacsoportot szabadítva fel ezzel. Katabolikus úton az adenozin-monofoszfát átalakulhat húgysavvá, amely emlősökben ilyen formában ürül ki a szervezetből.

## A ciklikus AMP (cAMP)
Az AMP ciklikus struktúraként ciklikus AMP (vagy cAMP) néven ismert. Bizonyos sejtekben az adenilát-cikláz enzim ATP-ből állítja elő a cAMP-t, ezt a reakciót általában hormonok, például adrenalin vagy glukagon szabályozzák. A cAMP fontos szerepet játszik az intracelluláris jelátvitelben.

## Fordítás
- Ez a szócikk részben vagy egészben  az   Adenosine monophosphate című angol Wikipédia-szócikk ezen változatának fordításán alapul.  Az eredeti cikk szerkesztőit annak laptörténete sorolja fel. Ez a jelzés csupán a megfogalmazás eredetét és a szerzői jogokat jelzi, nem szolgál a cikkben szereplő információk forrásmegjelöléseként.